# Метс — Уиллетс-Пойнт (линия Флашинг, Ай-ар-ти)
|   |
| л |
| э |
|   |
|   |
| л |
|   |

|   |
| л |
| э |
|   |
|   |
| л |
|   |

«Метс — Уиллетс-Пойнт» (англ. Mets–Willets Point) — станция Нью-Йоркского метрополитена, расположенная на линии Флашинг, Ай-ар-ти.  На станции останавливаются маршруты 7 (круглосуточно) и <7> (в часы пик в пиковом направлении). Экспресс-путь используется маршрутом <7> (в часы пик в пиковом направлении). Локальные пути используются маршрутом 7 (круглосуточно). Особым спросом у пассажиров станция пользуется во время проведения игр на располагающемся рядом стадионе «Сити-Филд» (до 2009 года рядом находился другой стадион, Shea Stadium, затем он был снесён, вместо него построен новый, а станция переименована). Она расположена в стороне от Рузвельт-авеню — между 114-й и 126-й улицами (нумерация улиц в этом месте сбивается).
Станция представлена тремя платформами, обслуживающими три пути линии. Одна платформа — островная (между центральным и южным путями), а две остальные — боковые. Однако в постоянной эксплуатации находятся только две из трёх платформ: островная и северная боковая. По центральному пути, как всегда на трёхпутных линиях, ходят экспрессы в пиковом направлении, и их обслуживает островная платформа. По боковым путям ходят локальные поезда, причём северный путь обслуживается северной боковой платформой, а южный — той же островной, что и центральный путь. Южная боковая платформа открывается только во время матчей на стадионе, когда пассажиропоток особенно велик.
Выход со станции располагается с западного конца платформ. Он приводит к располагающемуся рядом стадиону, к Рузвельт-авеню, а также к одноимённой станции пригородной железной дороги Лонг-Айленда.
Станция открыта 7 мая 1927 года под названием Уиллетс-Пойнт-бульвар и некоторое время была конечной до открытия следующей станции — Флашинг — Мейн-стрит — 2 января 1928 года, которая и остаётся конечной на данной линии до сегодняшнего дня. В период до 1949 года часть линии Флашинг, Ай-ар-ти использовалась двумя компаниями — IRT и BMT, аналогично линии Астория, Би-эм-ти. Некоторое время станция даже была разделена на две части, на одной из которых останавливались поезда IRT, на другой — BMT. Этот режим работы был характерен для всех станций «двойного использования». Позже переименована в Уиллетс-Пойнт — Шей-Стейдиум. Современное название станция получила только в 2008 году.

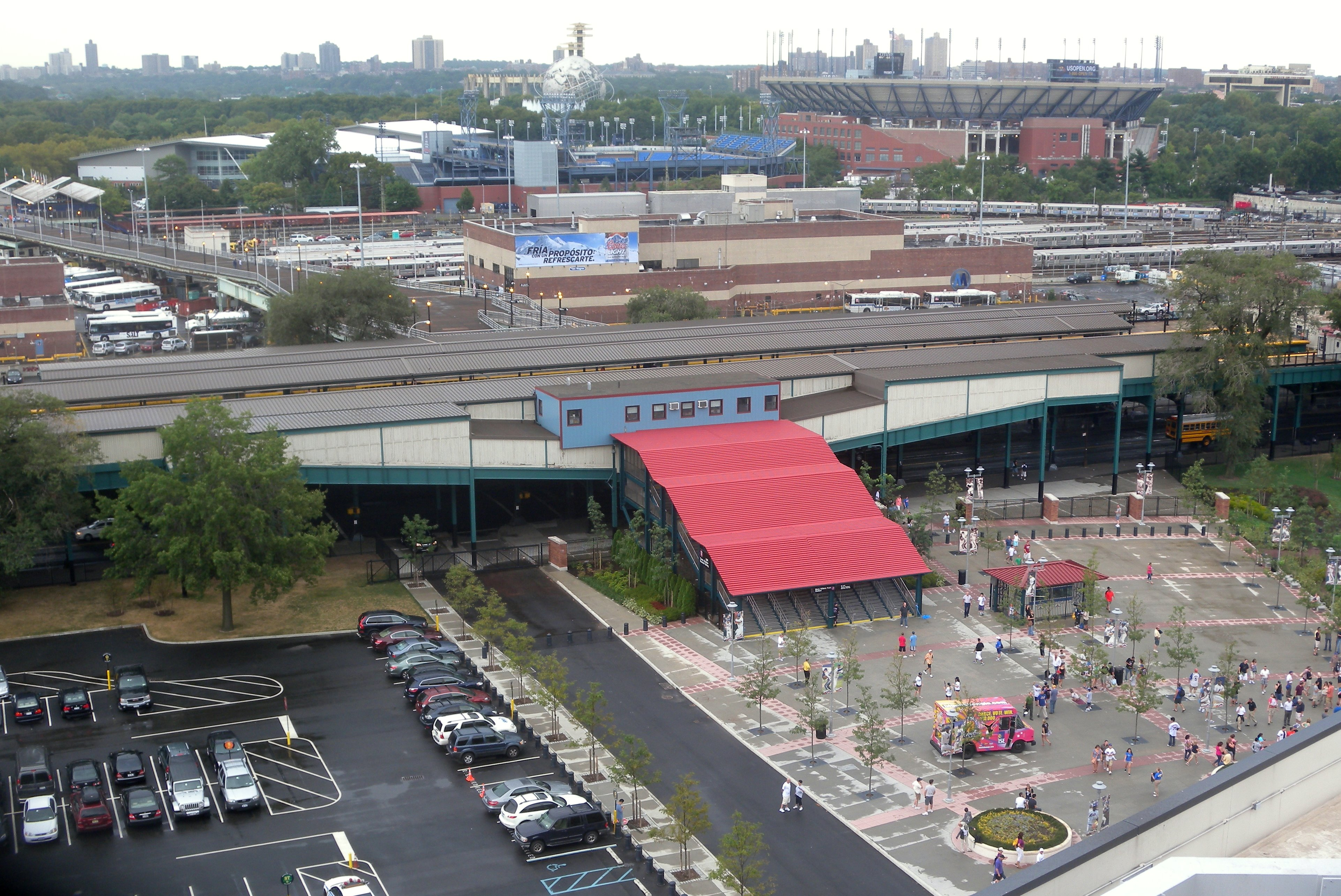
Вид на станцию с северной стороны
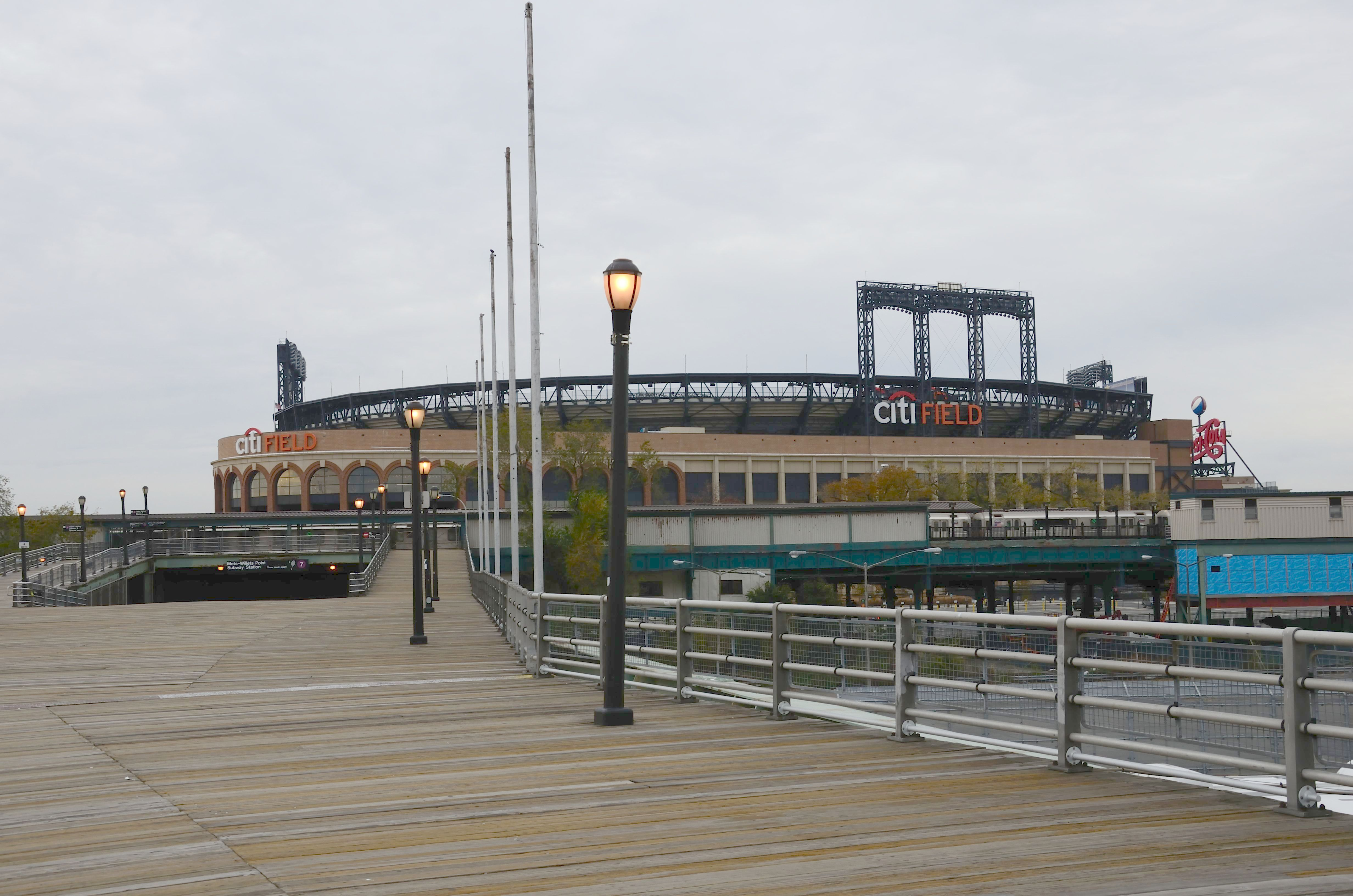
Новый стадион
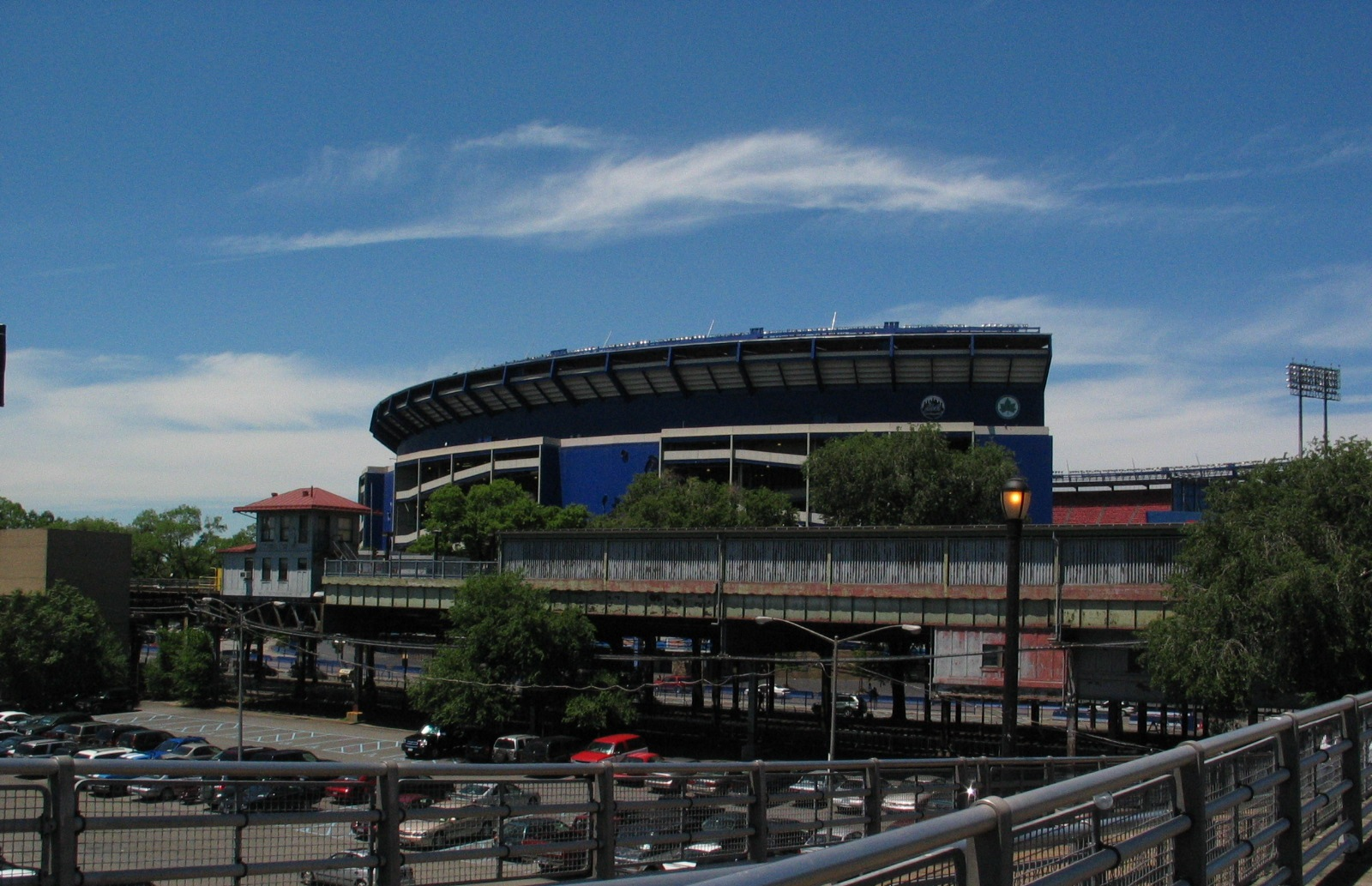
Старый стадион
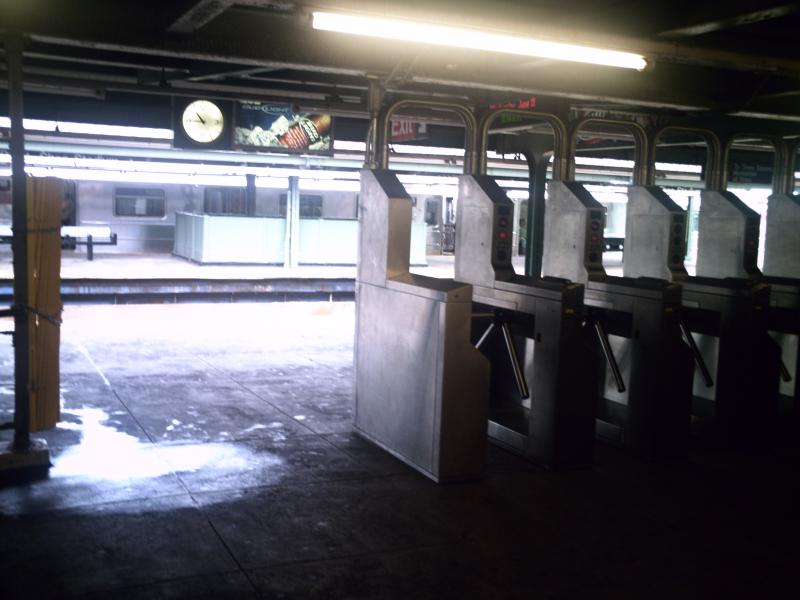
Турникеты на закрытой части платформы